# Cecil Gordon

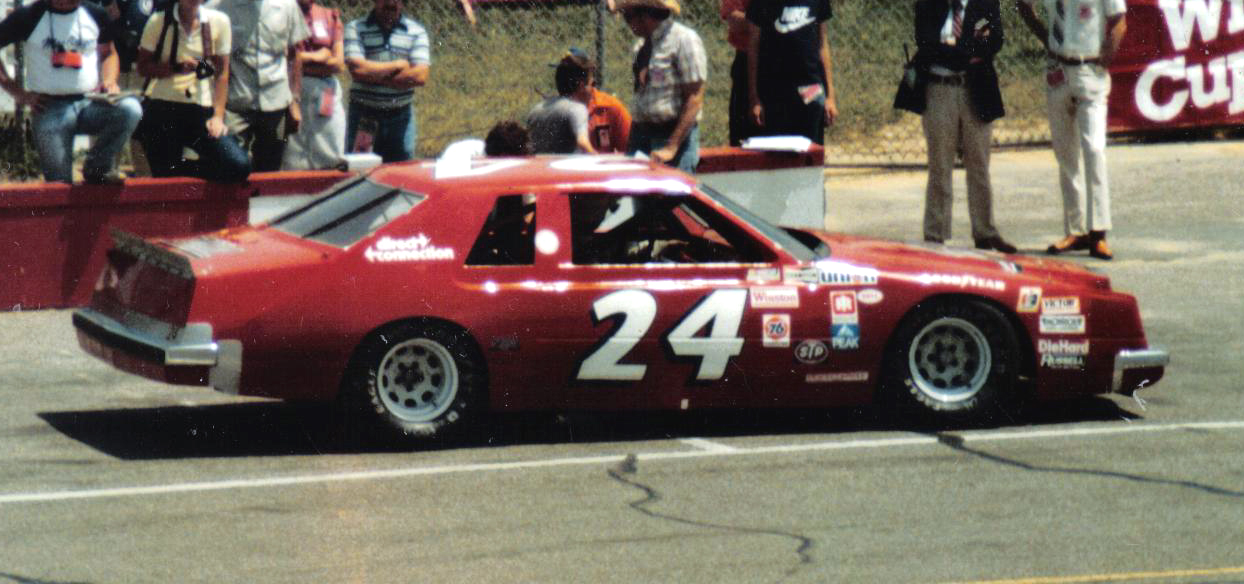
Gordon en 1983

Cecil Gordon (21 de junio de 1941 - 19 de septiembre de 2012) fue un piloto de carreras estadounidense. Fue competidor de la Copa NASCAR entre 1968 y 1985, participando en 449 eventos sin ganar una carrera.
Gordon corrió en la Copa NASCAR y la Copa Winston por 17 años y produjo un total de 449 carreras. Nunca ganó ni obtuvo un premio, pero estuvo 25 veces en el top cinco, y 111 veces en el top diez. Terminó tercero en puntos en 1971 y 1973. Finalizando su carrera, había ganado 940.000 dólares.
Él comenzó a competir en Henley Gray y Bill Seifert. Por lo general corrió en su propio automóvil en 1970.
Gordon no está relacionado con el cuatro veces campeón de NASCAR Jeff Gordon.
Gordon, estaba casado y con cinco hijos, murió el 19 de septiembre de 2012 en Lexington, Carolina del Norte.